# Cimetière marin de Tréboul
Le cimetière marin de Tréboul est un cimetière marin situé dans le quartier de Tréboul à Douarnenez. Il abrite les tombes de nombreux marins disparus et offre un point de vue idéal sur l'océan.

## Site

### Localisation
Le cimetière est orienté d'est en ouest et surplombe la plage Saint-Jean ainsi que la baie de Douarnenez sur toute sa longueur. L'Île Tristan est visible depuis son emplacement.

### Historique
Le cimetière, initialement situé sur la commune de Poullan-sur-Mer, est construit en 1849 sur un terrain offert par Armand Lauvergnat, un riche industriel, après l'épidémie de choléra qui a ravagé la ville,. La commune continue, aujourd'hui encore, de fleurir sa tombe en hommage
En 1880, le cimetière est rattaché à la commune de Tréboul jusqu'en 1945 où il est rattaché à Douarnenez.
Le cimetière compte environ 2000 tombes parmi lesquelles celles de nombreux marins ayant péri en mer, notamment à la suite des naufrages du Dom Michel Le Nobletz en 1947 ou de Tendre Berceuse en 1954,.

### Aménagement du cimetière
Le cimetière est composé de 24 sections et dispose d'une terrasse panoramique permettant d'avoir un point de vue en hauteur.

Le cimetière dispose également de quelques monuments collectifs dont un monument aux morts situé à proximité de l'entrée ouest de la rue Treiz an Douric et d'une croix de mission du côté de la plage Saint-Jean. 

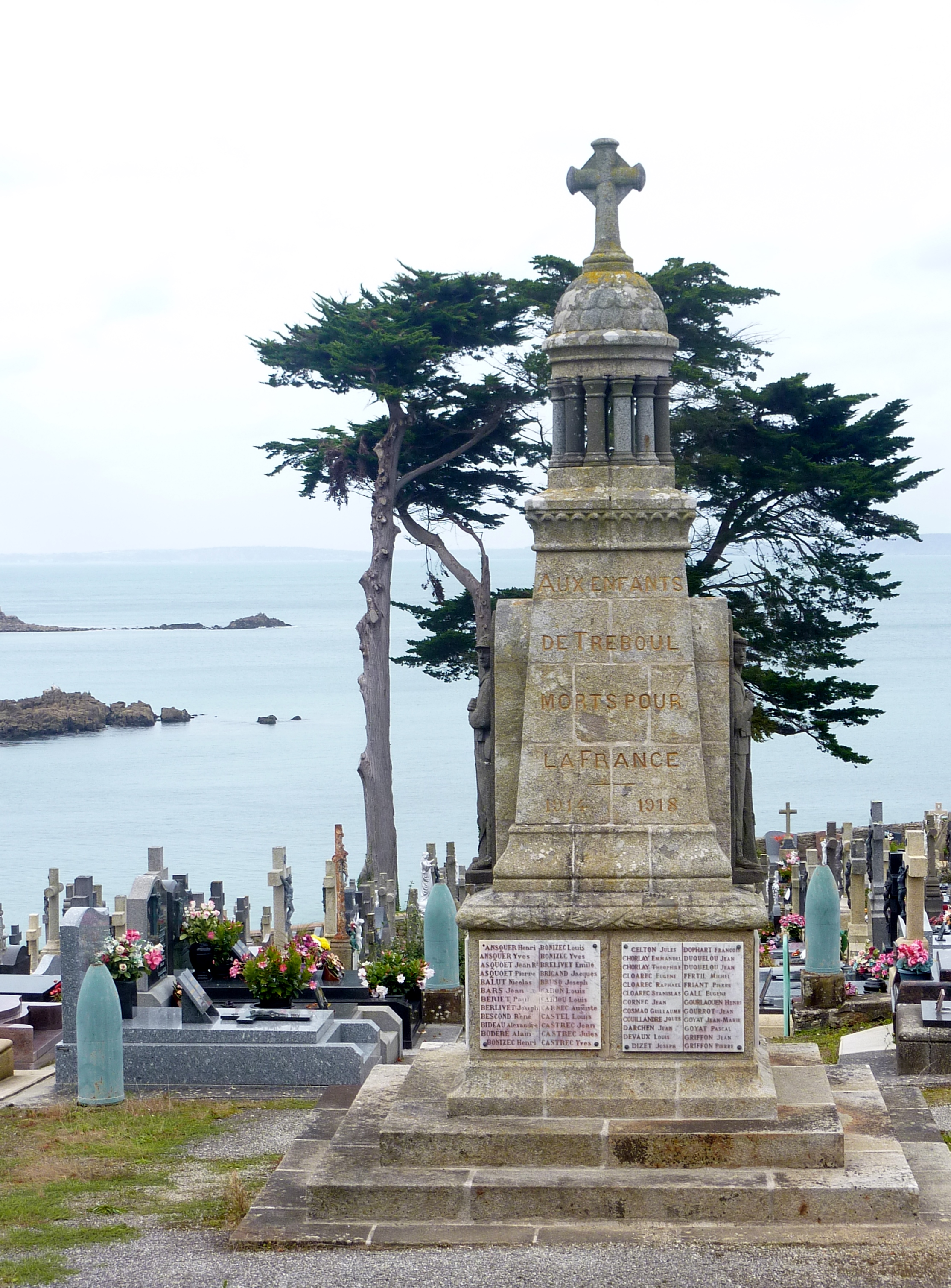
Monument aux morts.

### Dans la culture populaire
Le cimetière apparaît dans de nombreux films et notamment dans le téléfilm Entre vents et marées de Josée Dayan ou encore dans le téléfilm Meurtres en Cornouaille réalisé par Franck Mancuso.

## Inhumés célèbres
- John-Antoine Nau (né Eugène Torquet, 1860-1918), romancier et poète, prix Goncourt de 1903.
- Georges Perros (né Georges Poulot, 1923-1978), écrivain et comédien.
- Nicolas Genka (né Eugène Nicolas, 1937-2009), écrivain.
- Xavier Trellu, (1898-1998), homme politique français et conseiller municipal de Douarnenez[9].